# Joderingsprogram
Joderingsprogram är ett folkhälsoprogram för att undvika jodbrist bland befolkningen. Joderingsprogram brukar normalt innefatta jodberikat bordssalt.
Jodbrist har i historien varit en epidemi som dels yttrat sig i struma (förstorad sköldkörtel) och kretinism, dels i mental retardering, till följd av att näringsbristen på jod leder till en endokrin situation som liknar hypotyroidism eftersom jod är en förutsättning för att bilda ämnesomsättningshormon. 
WHO har beräknat att jodberikning är den fjärde viktigaste folkhälsoprogrammen i världen. Jodberikat bordssalt har funnits sedan första halvan av 1900-talet, för att bota jodbristepidemier. I Danmark är det lag på att bröd som säljs måste vara bakat med jodberikat salt, och i Norge att kreatursfoder ska vara jodberikat så att mejeriprodukter ska hålla hög nivå jod. 
Eftersom alltför hög ämnesomsättning - giftstruma - förutsätter att personen inte har jodbrist, har fallen giftstruma i Sverige ökat sedan joderingsprogemmane införts. Jodsufficines - tillräckligt med jod - i befolkningen har också visat sig uppkomma samtidigt som äkta hypotyroidism ökat. Joderingsprogram innebär därför att staten måste följa upp jodnivåerna i befolkningen, vanligen genom kvantitativa studier av mängden jod i urinen.